# 统一部
统一部（韩语：／ Tong-il-bu */?），是韓國中央行政機關中專責朝鮮半島南北關係的部門。部门首长称统一部长官（韩语：／），同时兼任国务委员，其任務在於实现朝鲜半岛（韩半岛）和平并构建统一基础，以此开创“韩半岛统一时代”。

## 沿革
統一部根據法律第2041号的新设国土统一院等相关政府组织法中法律修订案中設立，由总统令第3574号在1969年1月29日確立編制，並於3月1日正式设立国土统一院。其後隨南北情勢發展與事實需要，而有組織上的變化。
- 1990年12月27日 － 改称統一院。院长由统一副总理兼任。
- 1998年2月28日 － 副总理制废止，统一院改组为统一部。
- 1999年7月8日 － 北韓離脫住民定著支援事務所设立。
- 2003年11月20日 － 南北出入事务所设立。
- 2014年8月27日 － 设立韩半岛统一未来中心。
- 2015年1月7日 － 新设统一文化课、人道开发合作课。
- 2016年9月23日 －新设共同体基础建设局、和平政策课、公关专员、北韩人权档案中心

## 职责
- 南北统一及南北对话、交流合作、人道支援等相关政策的制定。
- 统一事业的教育、宣传等相关事务的管理。

## 组织

### 官员
- 長官（：／）
  - 发言人：公關專員及宣傳專員
  - 部长政策輔佐官
- 次官
  - 监察專員

### 下属机构
- 企画调整室
- 运营支援课
- 统一政策室
- 局勢分析局
- 共同體基礎建設局
- 交流合作局
- 南北合作地區發展企劃團

### 附属机构
- 统一教育院（통일교육원）
- 南北会谈本部（남북회담본부）
- 南北出入事務所（남북출입사무소）（京義線都羅山站、東海線猪津站，均設有公路及鐵路出入事務所）
- 北韩离脱住民定着支援事务所
- 南北交流协力协议事务所（남북교류협력협의사무소）
- 脱北居民支援财团
- 南北交流合作支援协会
- 韩半岛统一未来中心
- 开城工业园南北共同委员事务处
- 北韩人权档案中心